# アイム・イン・ラヴ・ウィズ・マイ・カー
アイム・イン・ラヴ・ウィズ・マイ・カー（I'm In Love With My Car）は、クイーンの楽曲。作詞・作曲はロジャー・テイラー。

## 概要
この曲は、1975年に発売されたアルバム『オペラ座の夜』に収録されている。作者のロジャーによってギターの弾き語りデモ音源が制作されたのち、5月にバンドによるレコーディングが行なわれた。なお、この曲においてロジャーは、ドラムスの他にボーカルとエレクトリック・ギターも担当している。
歌詞は、バンドのローディーを務めていたジョナサン・ハリスがトライアンフ・TRを「運命の人」としていたことに影響を受けている。したがって、この曲はジョナサン・ハリスに向けた楽曲であり、ライナーノーツにも「Dedicated to Johnathan Harris, boy racer to the end（生涯ボーイレーサーであるジョナサン・ハリスに捧ぐ）」と記されている。
アルバム発売後に、同じく『オペラ座の夜』収録曲の「ボヘミアン・ラプソディ」のB面曲としてシングル・カットされた。なお、この曲をシングルに収録することをフレディ・マーキュリーが承認するまで、ロジャーは食器棚に閉じこもっていたというエピソードが残っている。
2004年にイギリスの高級車ブランド・ジャガーのCMソングに起用された。
2018年に公開されたクイーンを題材とした映画『ボヘミアン・ラプソディ』において、この曲は使用されなかったが、歌詞の内容について、ブライアン・メイ（グウィリム・リー）やジョン・ディーコン（ジョゼフ・マゼロ）がテイラー（ベン・ハーディ）をからかうシーンで登場している。また、同映画内でEMIの重役レイ・フォスター（マイク・マイヤーズ）は、「ボヘミアン・ラプソディ」の代わりにこの曲を『オペラ座の夜』からの第一弾シングルとしてリリースすることを提案したが、メンバーによって拒否された。

## ライブ演奏
1977年から1981年に開催されたクイーンのライヴでは、この曲がよく演奏されていた。ライヴにおいてもロジャーは、ドラムスを演奏しながら歌い、フレディはピアノとコーラスを担当していた。
1977年から1978年に行われたNews of the World Tourでは、フレディがロジャーのコーラス・ラインを歌うこともあった。
なお、アダム・ランバートをボーカルに迎えて以降のライヴでは、毎回演奏されている。

## プレイヤー
- ロジャー・テイラー - リード・ボーカル、バッキング・ボーカル、ドラムス、リズムギター[9]
- フレディ・マーキュリー - ピアノ、バッキング・ボーカル
- ブライアン・メイ - リードギター、バッキング・ボーカル
- ジョン・ディーコン - ベースギター